# ケイ・エス・エバーグリーン観光
ケイ・エス・エバーグリーン観光は、大阪府で事業を展開する貸切バス専業のバス事業者である。この項目では、東京都に本拠地を置く子会社ジャパン・グリーンについても記述する。

## 概要
1996年に免税店「光伸真珠」の子会社として設立された。貸切バス事業参入後の歴史こそ浅いが、近年増加するインバウンド輸送専門事業者としては古参格の部類に入る。

## 沿革
- 1996年8月 - 光伸真珠を母体とし設立。
- 1999年10月 - 子会社のジャパン・グリーンを設立し、東京都内での貸切バス事業に参入。
- 2000年1月 - ジャパン・グリーン千葉営業所を開設。

## 事業所
- 本社
  - 大阪府大阪市西区立売堀5丁目3-18
- 大正車庫
  - 大阪府大阪市大正区三軒家東3丁目8-11
- ジャパン・グリーン本社営業所
  - 東京都江東区東雲2丁目3-17
- ジャパン・グリーン千葉営業所
  - 千葉県成田市多良貝245-1318

## 車両
三菱ふそうトラック・バス製が中心。床下トランクの積載容量を確保するため、直結エアコン装備の車両が多い。